# Bajío

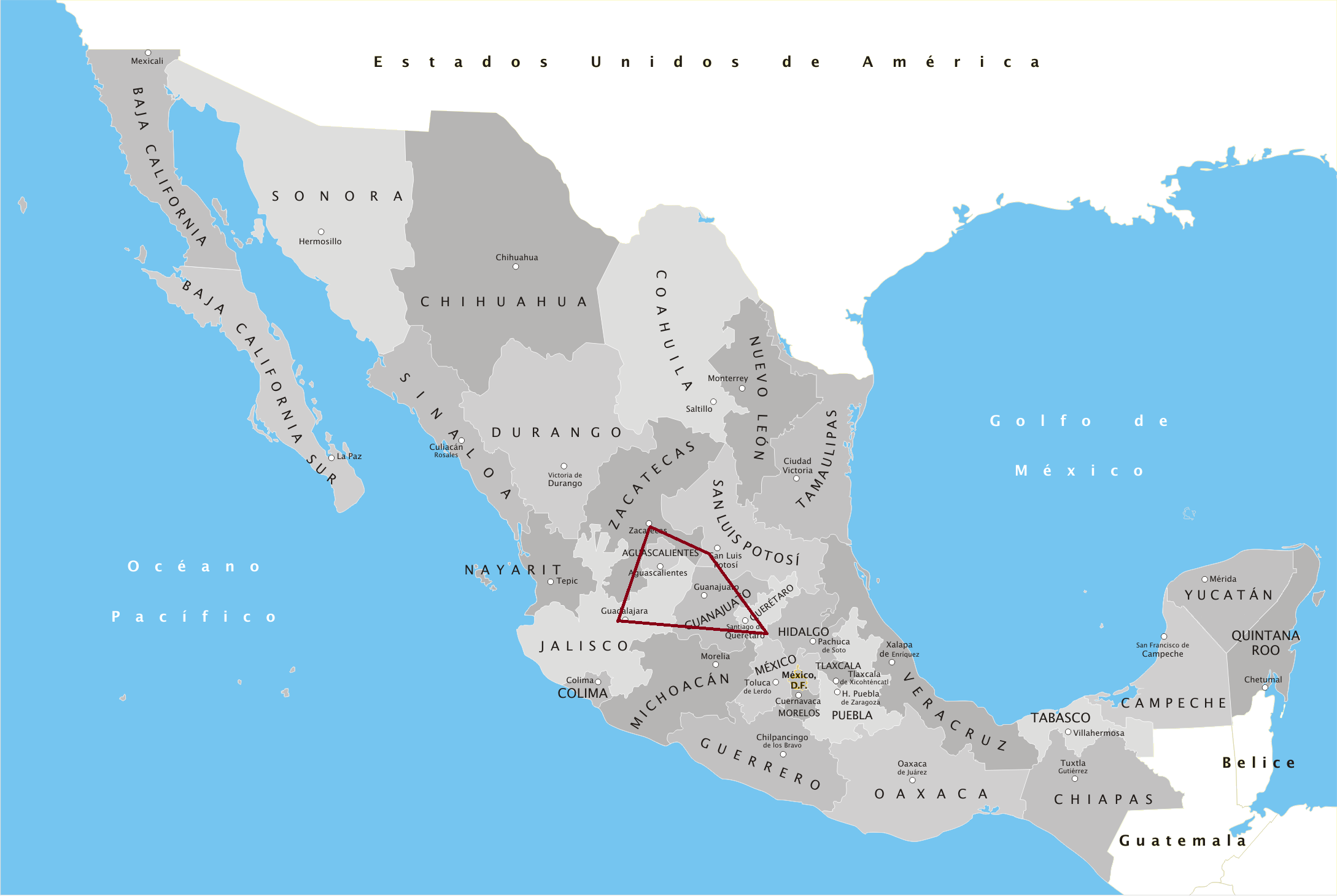
Localització aproximada del Bajío mexicà.

El Bajío Mexicà, conegut simpement com a Bajío és la regió industrial, geogràfica, històrica, econòmica i cultural del Centre-Nord de Mèxic, al nord del riu Lerma; que comprèn els territoris no muntanyencs dels estats de Guanajuato, Querétaro, Aguascalientes i els Altos de Jalisco.
S'ha desenvolupat al llarg d'aquest territori, des de la subregió del Bajío Occidental, a les Zones Metropolitanes d'Aguascalientes, Guadalajara i els Altos de Jalisco, fins a la punta sud-est de la Zona Metropolitana de San Juan del Río, un important corredor industrial que actualment alberga corporatius nacionals, poderoses multinacionals i la seva indústria auxiliar. El creixement econòmic de la regió és comparat al de les potències asiàtiques.